# افورایز
افورایز (به انگلیسی: Ephorize) سومین آلبوم استودیویی از کاپ‌کیک می‌باشد که در ۵ ژانویهٔ ۲۰۱۸ از سوی تیون‌کور پس از به‌طور رسمی اعلام شدن از سوی وی در توئیتر رسمی خود، منتشر گردید. تور افورایز بعدها به‌منظور تبلیغ این آلبوم اعلام و در ۲۱ فوریهٔ سال ۲۰۱۸ آغاز شد.